# Rollinger (film)
 For alternative betydninger, se Rollinger. (Se også artikler, som begynder med Rollinger)
Rollinger (engelsk (sprog): The Rugrats Movie) er en en animationsfilm produceret af Nickelodeon Movies og Klasky-Csupo, og udgivet i 1998 af Paramount Pictures

## Dansk Dub
- Tommy Pickles - Mille Milt
- Chuckie Finster - Simon Stenspil
- Lil DeVille - Stine Bjerregaard
- Phil DeVille - Mikkel Weyde
- Dil Pickles - ???
- Angelica Pickles - Malene Tabart
- Stu Pickles og Drew Pickles - Thomas Kirk
- Didi Pickles - Betty Glosted
- Charlotte Pickles -
- Betty DeVille - Bente Eskesen
- Howard DeVille - Michael Boesen
- Chas Finster - Morten Eisner
- Bedstefar Lou Pickles - Amin Jensen
- Dr. Kleinkopf - Michael Boesen